# Địa lý Canada
Địa lý Canada mô tả những nét đặc trưng địa lý của Canada - quốc gia có tổng diện tích lớn thứ hai thế giới.
Nằm tại phía bắc Bắc Mỹ (chiếm 41% diện tích lục địa), Canada là một vùng lãnh thổ trải dài rộng lớn, đa dạng tiếp giáp Bắc Thái Bình Dương ở phía tây, Bắc Đại Tây Dương ở phía đông và Bắc Băng Dương ở phía bắc (vì thế tiêu ngữ của quốc gia là "Từ biển này đến biển kia") cũng như giáp với Hoa Kỳ (Hoa Kỳ lục địa) ở phía nam và phía tây bắc giáp (Alaska). Phía đông bắc là Greenland nằm ngoài khơi bờ biển phía nam của đảo Newfoundland thuộc Saint Pierre và Miquelon, là một vùng lãnh thổ hải ngoại của Pháp. Kể từ năm 1925, Canada đã tuyên bố phần chủ quyền vùng Bắc Cực nằm trong khoảng kinh độ từ 60°T cho đến 141°T ở cực Bắc; tuy nhiên, yêu sách này vẫn chưa được công nhận. Dù Cực Bắc từ nằm trong vùng yêu sách lãnh thổ Bắc Cực của Canada tính đến năm 2011, các phép đo gần đây lại cho thấy nó đang tiến tới Siberia.
Với diện tích 9.984.670 km² (đất liền: 9.093.507 km²; nước ngọt: 891.163 km²), so với ba phần năm diện tích của Nga hay toàn diện tích của Châu Âu, Canada có phần nhỏ hơn. Về tổng diện tích, Canada lại lớn hơn một chút so với cả Hoa Kỳ và Trung Quốc; tuy nhiên, Canada đứng thứ tư nếu tính theo diện tích đất liền (tức là tổng diện tích sau khi đã trừ đi diện tích hồ và sông) — với diện tích của Trung Quốc là 9.326.410 km² và của Hoa Kỳ là 9.161.923 km².
Dân số của Canada ước tính 36.638.259 triệu người tính đến tháng 12 năm 2016, tập trung ở phía nam sát biên giới với Hoa Kỳ lục địa. Với mật độ dân số chưa đến 4 người trên mỗi kilômét vuông, đây là một trong những nước có dân cư thưa thớt nhất trên thế giới. Khu định cư ở cực bắc của Canada và trên thế giới là Trạm Cảnh báo của đội Lực lượng Canada (CFS) (nằm ngay phía Bắc của Alert, Nunavut) ở mũi phía bắc của Đảo Ellesmere tại tọa độ 82°30′B và 62°19′T, chỉ cách Bắc cực 834 km.

## Khí hậu

Các kiểu phân loại khí hậu Köppen của Canada

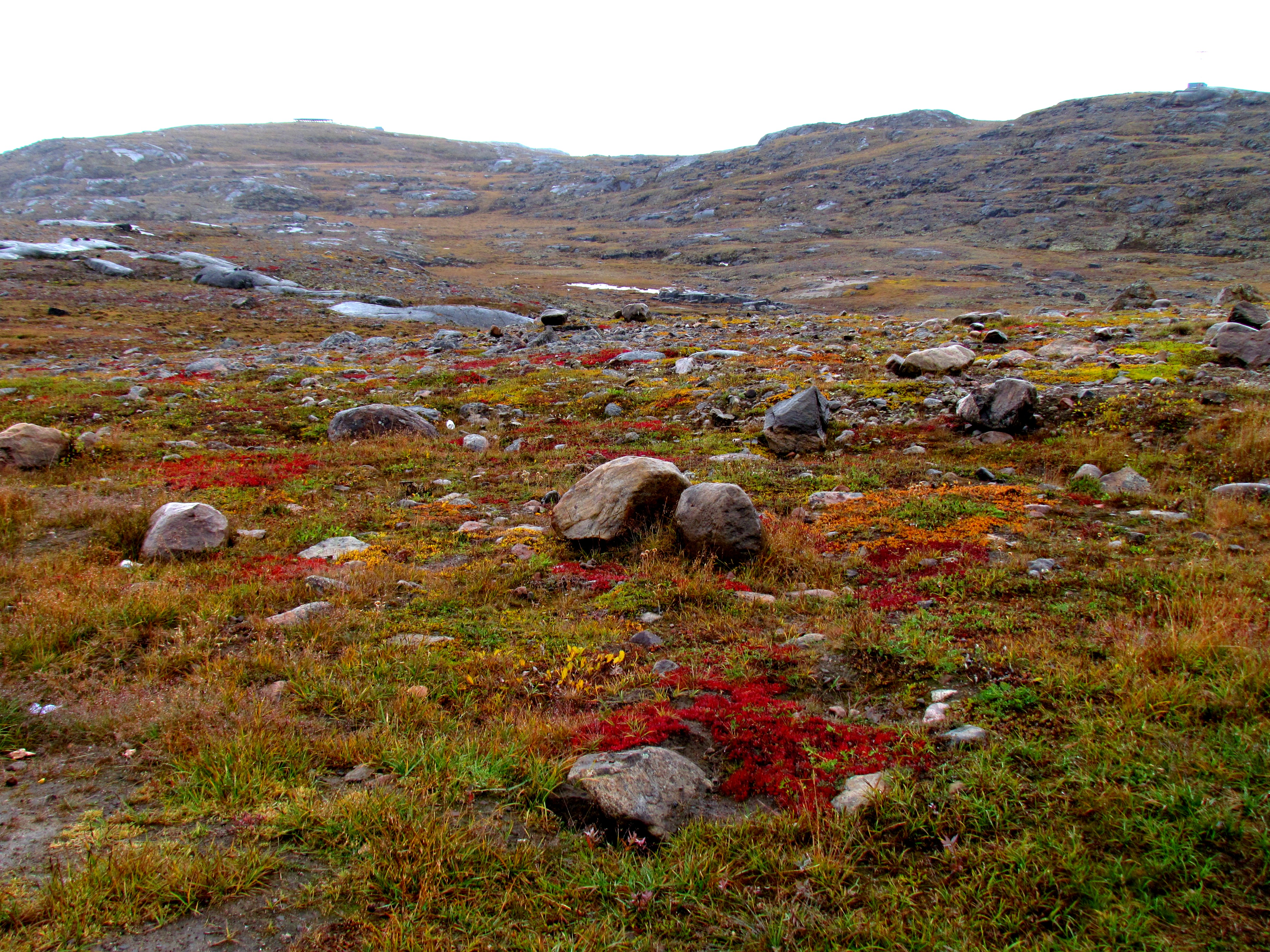
Đài nguyên Bắc Cực bao phủ một phần cực bắc Canada.

Canada có khí hậu đa dạng. Khí hậu có sự thay đổi từ khí hậu ôn đới trên bờ biển phía tây British Columbia đến khí hậu cận nhiệt đới ở phía bắc. Cực bắc Canada với kiểu khí hậu vùng cực có thể có tuyết trong hầu hết các năm. Các khu vực không giáp biển có xu hướng nằm trong vùng khí hậu lục địa có mùa hè ấm áp ngoại trừ Tây Nam Ontario nằm trong vùng khí hậu lục địa có mùa hè nóng ẩm. Các phần của Tây Canada có khí hậu bán khô hạn và các phần của đảo Vancouver thậm chí có thể được xếp vào kiểu khí hậu Địa Trung Hải có mùa hè mát mẻ. Nhiệt độ cực điểm ở Canada kéo dài từ 45 °C (113 °F) ở Midale và Yellow Grass, Saskatchewan vào ngày 5 tháng 7 năm 1937 đến −63 °C (−81.4 °F) ở Snag, Yukon vào thứ hai ngày 3 tháng 2 năm 1947.
| Thành phố     | Tháng 7 (°C) | Tháng 7 (°F) | Tháng 1 (°C) | Tháng 1 (°F) |
| ------------- | ------------ | ------------ | ------------ | ------------ |
| Calgary       | 23/9         | 73/48        | −1/−13       | 27/5         |
| Charlottetown | 23/14        | 78/54        | −3/−13       | 26/9         |
| Edmonton      | 23/12        | 73/54        | −6/−15       | 21/5         |
| Fredericton   | 26/13        | 78/54        | −4/−16       | 25/4         |
| Halifax       | 23/14        | 73/58        | 0/-9         | 32/17        |
| Iqaluit       | 12/4         | 53/39        | −23/−31      | −9/−23       |
| Montreal      | 26/16        | 79/60        | −5/-12       | 22/6         |
| Ottawa        | 27/15        | 80/60        | −6/−15       | 21/5         |
| Quebec City   | 25/13        | 77/56        | −8/-18       | 18/0         |
| Regina        | 26/11        | 79/52        | −10/-22      | 14/-8        |
| Saskatoon     | 25/11        | 77/52        | −12/-22      | 10/-8        |
| St. John's    | 20/11        | 69/51        | −1/−9        | 30/17        |
| Toronto       | 26/18        | 80/64        | −1/−7        | 30/19        |
| Whitehorse    | 21/8         | 69/46        | −13/−22      | 8/−8         |
| Windsor       | 28/17        | 82/63        | −1/-8        | 30/17        |
| Winnipeg      | 26/13        | 79/55        | −13/−20      | 9/−4         |
| Vancouver     | 22/13        | 71/54        | 6/1          | 43/33        |
| Victoria      | 22/11        | 71/51        | 7/1          | 44/33        |
| Yellowknife   | 21/12        | 70/54        | −23/−31      | −9/−24       |

### Thời tiết cực điểm
| Dữ liệu khí hậu của Canada   | Dữ liệu khí hậu của Canada | Dữ liệu khí hậu của Canada | Dữ liệu khí hậu của Canada | Dữ liệu khí hậu của Canada | Dữ liệu khí hậu của Canada | Dữ liệu khí hậu của Canada | Dữ liệu khí hậu của Canada | Dữ liệu khí hậu của Canada | Dữ liệu khí hậu của Canada | Dữ liệu khí hậu của Canada | Dữ liệu khí hậu của Canada | Dữ liệu khí hậu của Canada | Dữ liệu khí hậu của Canada |
| Tháng                        | 1                          | 2                          | 3                          | 4                          | 5                          | 6                          | 7                          | 8                          | 9                          | 10                         | 11                         | 12                         | Năm                        |
| ---------------------------- | -------------------------- | -------------------------- | -------------------------- | -------------------------- | -------------------------- | -------------------------- | -------------------------- | -------------------------- | -------------------------- | -------------------------- | -------------------------- | -------------------------- | -------------------------- |
| Chỉ số nóng bức cao kỷ lục   | 19.2                       | 22.3                       | 31.3                       | 35.7                       | 42.3                       | 52.3                       | 52.6                       | 49.3                       | 46.9                       | 39.2                       | 27.5                       | 24.1                       | 52.6                       |
| Cao kỉ lục °C (°F)           | 19.4 (66.9)                | 22.6 (72.7)                | 28.5 (83.3)                | 37.2 (99.0)                | 42.2 (108.0)               | 43.3 (109.9)               | 45 (113)                   | 43.3 (109.9)               | 40 (104)                   | 34.0 (93.2)                | 26.1 (79.0)                | 22.2 (72.0)                | 45 (113)                   |
| Thấp kỉ lục °C (°F)          | −61.1 (−78.0)              | −63.0 (−81.4)              | −54.7 (−66.5)              | −48.9 (−56.0)              | −32.2 (−26.0)              | −20.6 (−5.1)               | −8.9 (16.0)                | −15 (5)                    | −31.7 (−25.1)              | −41.7 (−43.1)              | −54.4 (−65.9)              | −60 (−76)                  | −63.0 (−81.4)              |
| Chỉ số phong hàn thấp kỷ lục | −79                        | −72.3                      | −70.1                      | −60.5                      | −40.8                      | −32.7                      | −18.6                      | −21                        | −36.9                      | −52.3                      | −57.9                      | −68.8                      | −79                        |
| Nguồn: Environment Canada    |                            |                            |                            |                            |                            |                            |                            |                            |                            |                            |                            |                            |                            |

## Địa lý tự nhiên

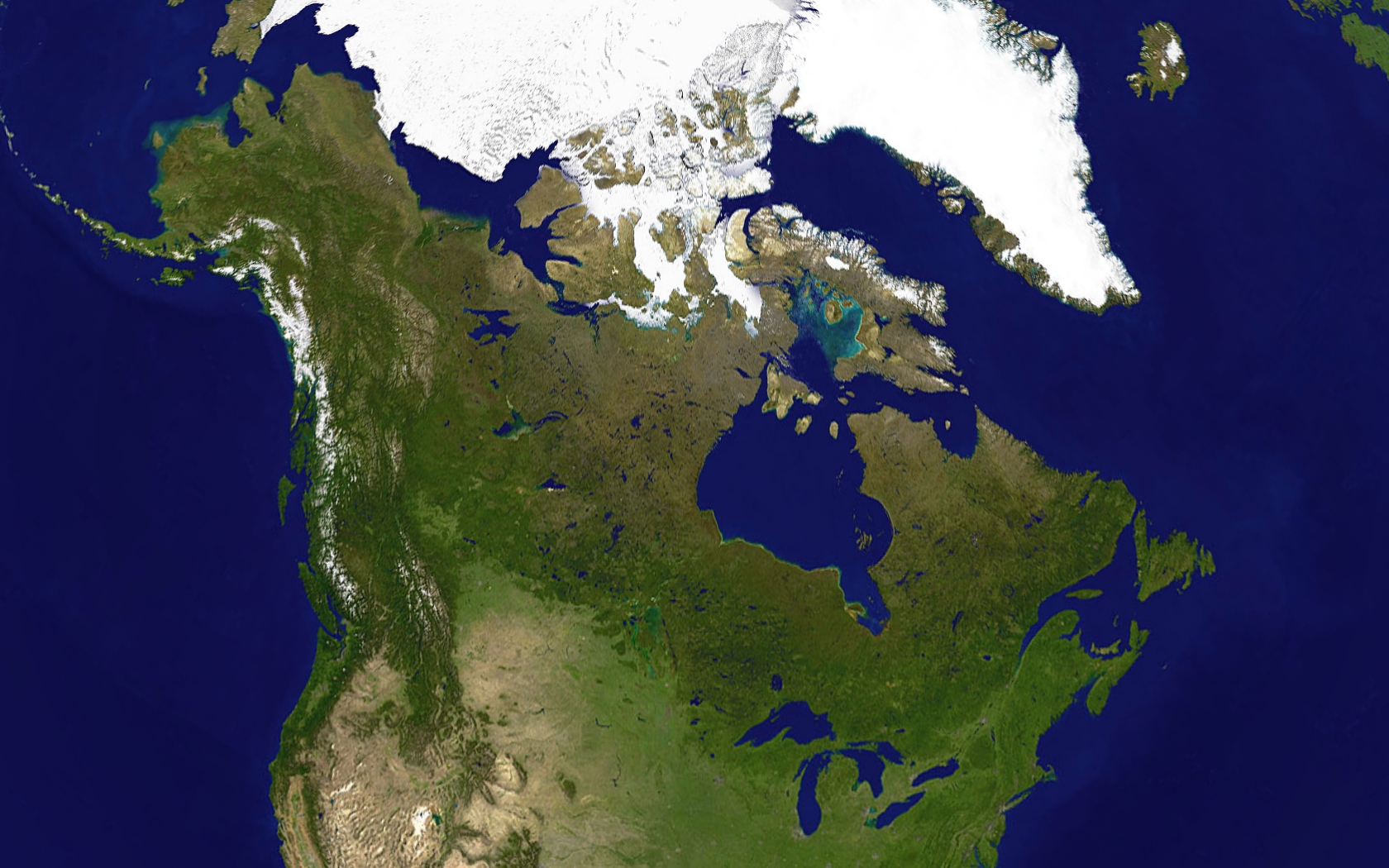
Một hình ảnh tổng hợp vệ tinh của Canada. Các khu rừng phương Bắc chiếm ưu thế trên cả nước, bao gồm Bắc Cực, Dãy núi Coast và Núi Saint Elias. Các thảo nguyên tương đối bằng phẳng tạo điều kiện phát triển nông nghiệp. Ngũ Đại Hồ cung cấp nước cho sông St. Lawrence (ở phía đông nam) với vùng trũng là nơi sinh sống của phần lớn dân số Canada.

Canada có diện tích 9.984.670 km2 (3.855.100 dặm vuông Anh) và một loạt các khu vực có đặc điểm địa lý khác nhau. Có 8 khu vực chính. Ngoài ra, Canada còn có địa hình hàng hải rộng lớn, với đường bờ biển dài nhất thế giới là 243.042 kilômét (151.019 mi). Địa lý tự nhiên của Canada rất đa dạng. Các khu rừng phía bắc chiếm ưu thế trong cả nước, băng dễ được thấy ở Bắc Canada và qua dãy núi Rocky, các đồng cỏ Canada tương đối bằng phẳng ở phía tây nam tạo điều kiện cho nông nghiệp sản xuất. Ngũ Đại Hồ cung cấp nước cho sông St. Lawrence (ở phía đông nam) với vùng trũng là nơi sinh sống của phần lớn dân số Canada.

### Dãy Appalachia
Dãy Appalachia kéo dài từ Alabama qua Bán đảo Gaspé và các tỉnh Atlantic, tạo ra những ngọn đồi bị lăn thụt vào do các thung lũng sông. Nó cũng chạy qua các phần của miền nam Quebec.
Dãy núi Appalachia (cụ thể hơn là dãy Chic-Choc, dãy Notre Dame và dãy Long Range) là một dãy núi già và bị xói mòn, khoảng 380 triệu năm tuổi. Các núi thuộc dãy Appalachia đáng chú ý là núi Jacques-Cartier (Quebec, 1.268 m hay 4.160 ft), núi Carleton (New Brunswick, 817 m hay 2.680 ft), The Cabox (Newfoundland, 814 m hay 2.671 ft). Một vài khu vực ở Appalachia là nơi có động thực vật đặc hữu phong phú và được xem là các núi đá giữa sông băng trong kỷ nguyên băng hà cuối cùng.

### Ngũ Đại Hồ và vùng trũng St. Lawrence

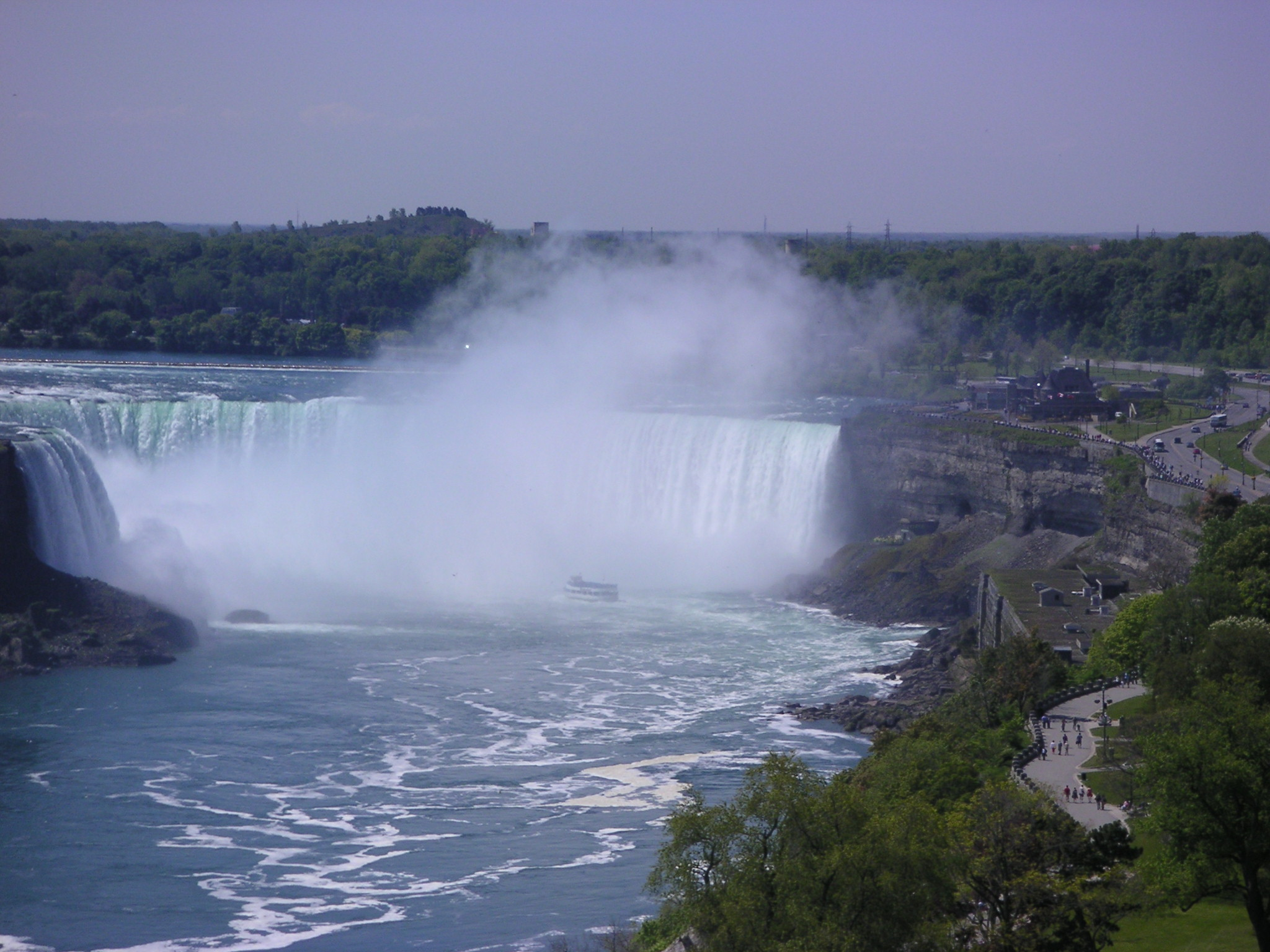
Thác Horseshoe ở Niagara Falls, Ontario là một trong những thác nước lớn nhất trên thế giới cung cấp phần lớn lượng điện từ thủy điện và trở thành một địa điểm du lịch.

Các phần phía nam của Quebec và Ontario, khu vực Ngũ Đại Hồ (giáp hoàn toàn với Ontario ở phía Canada) và lưu vực St. Lawrence (thường được gọi là vùng trũng St. Lawrence) cũng là là một đồng bằng trầm tích đặc biệt phong phú. Trước thời kỳ thực dân hóa và mở rộng đô thị tràn lan vào thế kỷ 20, khu vực rừng trũng Đông Đại Ngũ Hồ là nơi các khu rừng hỗn hợp bao phủ một vùng đất tương đối bằng phẳng giữa dãy Appalachia và Canadian Shield. Hầu hết các khu rừng này đã bị chặt phá do các hoạt động nông nghiệp và khai thác gỗ, các khu rừng còn lại phần lớn được bảo vệ nghiêm ngặt. Tại khu vực này, vịnh St. Lawrence là một trong những cửa sông lớn nhất thế giới.

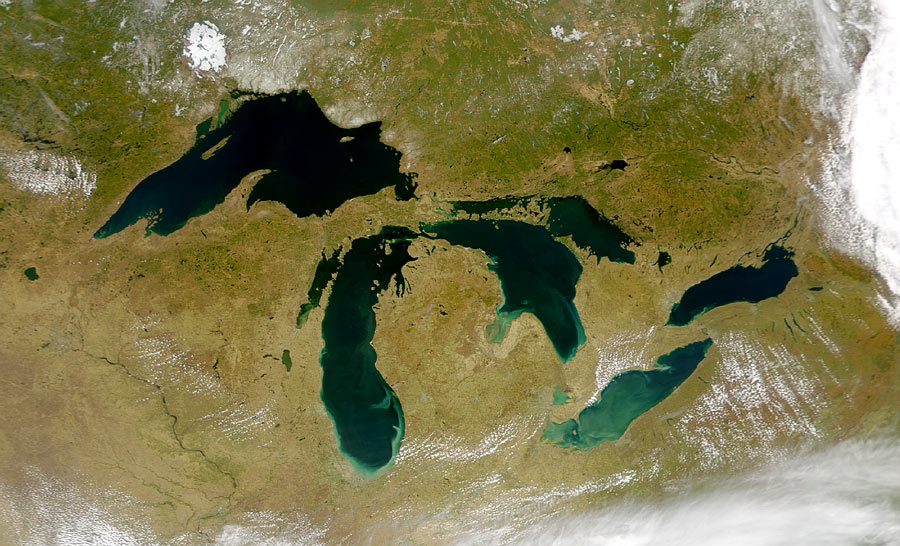
Đại Ngũ Hồ chụp từ không gian

Trong khi địa hình của những vùng đất trũng này đặc biệt bằng phẳng và cân đối, một nhóm batholith được gọi là đồi Monteregian được trải dọc theo một đường gần như xuyên suốt trên toàn khu vực. Đáng chú ý nhất là núi Royal ở Montreal và Mont Saint-Hilaire. Những ngọn đồi này được biết đến với các khoáng sản quý cực kì phong phú.

### Vùng Canadian Shield
Phần đông bắc của Alberta, phần phía bắc của Saskatchewan, Manitoba, Ontario và Quebec, cũng như hầu hết Labrador (phần đất liền của tỉnh Newfoundland và Labrador) được đặt trên một bệ đá rộng lớn được gọi là Canadian Shield. Hầu hết vùng Shield bao gồm địa hình đồi núi bị xói mòn chứa nhiều hồ và sông quan trọng được sử dụng cho sản xuất thủy điện, đặc biệt là ở phía bắc Quebec và Ontario. Vùng này cũng bao quanh một vùng đất ngập nước, vùng trũng vịnh Hudson. Một số khu vực cụ thể của Shield được gọi là các dãy núi, bao gồm dãy Torngat và Laurentian.
Shield không hỗ trợ chuyên sâu cho hoạt động nông nghiệp, mặc dù ở đây có nông nghiệp tự cấp và các trang trại bò sữa nhỏ ở nhiều thung lũng sông và xung quanh các hồ phong phú, đặc biệt là ở các khu vực phía Nam. Rừng phương bắc bao phủ phần lớn vùng, với hỗn hợp cây lá kim cung cấp tài nguyên gỗ có giá trị ở các khu vực như vùng sinh thái rừng trung tâm Canadian Shield bao phủ phần lớn Bắc Ontario. Khu vực này được biết đến với trữ lượng khoáng sản dồi dào. Vùng Canadian Shield được biết đến với nhiều khoáng sản như ngọc lục bảo, kim cương và đồng.

### Đồng bằng nội địa Canada
Bình nguyên Canada là một phần của vùng bình nguyên trầm tích rộng lớn bao gồm phần lớn tỉnh Alberta, miền nam Saskatchewan và Tây Nam Manitoba, cũng như phần lớn khu vực giữa dãy Rocky, hồ Slave lớn và hồ Gấu Lớn ở vùng lãnh thổ Tây Bắc. Các bình nguyên thường thể hiện sự mở rộng của đất nông nghiệp (phần lớn bằng phẳng) duy trì các hoạt động canh tác ngũ cốc rộng lớn ở phía nam của các tỉnh. Mặc dù vậy, một số khu vực như Cypress Hills và các vùng đất chết Alberta khá lồi lõm và một vài tỉnh bình nguyên có diện tích rừng rộng lớn như rừng trung lục địa Canada.

### Các dãy núi phía Tây
Dãy núi Canada tiếp giáp với dãy núi Hoa Kỳ được bao bọc bởi dãy núi Rocky ở phía đông và Thái Bình Dương ở phía tây.
Dãy núi Rocky của Canada là một phần của phân chia lục địa kéo dài từ bắc đến nam qua tây Bắc Mỹ và tây Nam Mỹ. Các sông Columbia và sông Fraser có đầu nguồn nằm ở dãy Rocky của Canada và là con sông lớn thứ hai và thứ ba tương ứng chảy ra bờ biển phía tây của Bắc Mỹ. Ở phía tây các đầu nguồn, trên rặng núi Rocky, là dãy núi thứ hai - dãy Columbia, bao gồm các miền phụ của dãy Selkirk, Purcell, Monashee và Cariboo.
Ngay phía tây của dãy núi Columbia là cao nguyên Nội địa rộng lớn và hiểm trở, bao gồm các vùng Chilcotin và Cariboo ở trung tâm British Columbia (cao nguyên Fraser), cao nguyên Nechako xa hơn về phía bắc và là cao nguyên Thompson ở phía nam. Thung lũng sông Peace ở phía đông bắc British Columbia là khu vực nông nghiệp nằm về phía bắc Canada nhất, mặc dù nó là một phần của bình nguyên Canada. Khí hậu khô, ôn đới của thung lũng Okanagan ở phía nam miền trung British Columbia cung cấp điều kiện lý tưởng cho việc trồng cây ăn quả và ngành công nghiệp rượu vang phát triển; trồng cây ăn quả cũng phổ biến ở vành đai khô cằn của Nội địa phía Nam bao gồm hẻm núi Fraser và các vùng Thompson, Nicola, Similkameen, Shuswap và Boundary và cả ở Tây Kootenay. Dãy núi giữa cao nguyên và bờ biển là dãy Coast lớn nhất tỉnh. Dãy núi Coast gồm một vài đồng băng ôn đới vĩ độ lớn nhất thế giới.
Trên bờ biển phía nam British Columbia, đảo Vancouver được tách ra khỏi đất liền bởi các eo biển Juan de Fuca, Georgia và Johnstone. Những eo biển đó bao gồm một số lượng lớn các đảo, đáng chú ý là quần đảo Gulf và quần đảo Discovery. Phía bắc, gần biên giới Alaska, Haida Gwaii nằm trên eo biển Hecate từ vùng Bờ biển phía Bắc đi về phía bắc qua cửa ngõ Dixon ở Đông Nam Alaska. Khác với các khu vực cao nguyên nội địa và nhiều thung lũng sông, phần lớn British Columbia là rừng lá kim. Rừng mưa ôn đới duy nhất ở Canada được tìm thấy dọc theo bờ biển Thái Bình Dương ở dãy núi Coast, trên đảo Vancouver, Haida Gwaii và dãy Cariboo ở sườn phía đông của Cao nguyên.
Các dãy núi phía Tây tiếp tục đi về phía bắc qua sông Liard ở cực bắc British Columbia gồm các dãy Mackenzie và Selwyn nằm ở phía tây lãnh thổ Tây Bắc và phía đông lãnh thổ Yukon. Ở phía tây là cao nguyên Yukon và phía tây nữa là dãy núi Yukon và dãy Saint Elias, bao gồm núi Saint Elias thuộc vùng Kluane là đỉnh cao nhất của Canada và núi Fairweather thuộc vùng Tatshenshini-Alsek cao nhất tỉnh British Columbia. Các đầu nguồn của sông Yukon lớn nhất và dài nhất trên dốc Thái Bình Dương nằm ở phía bắc British Columbia tại các hồ Atlin và Teslin.

### Núi lửa

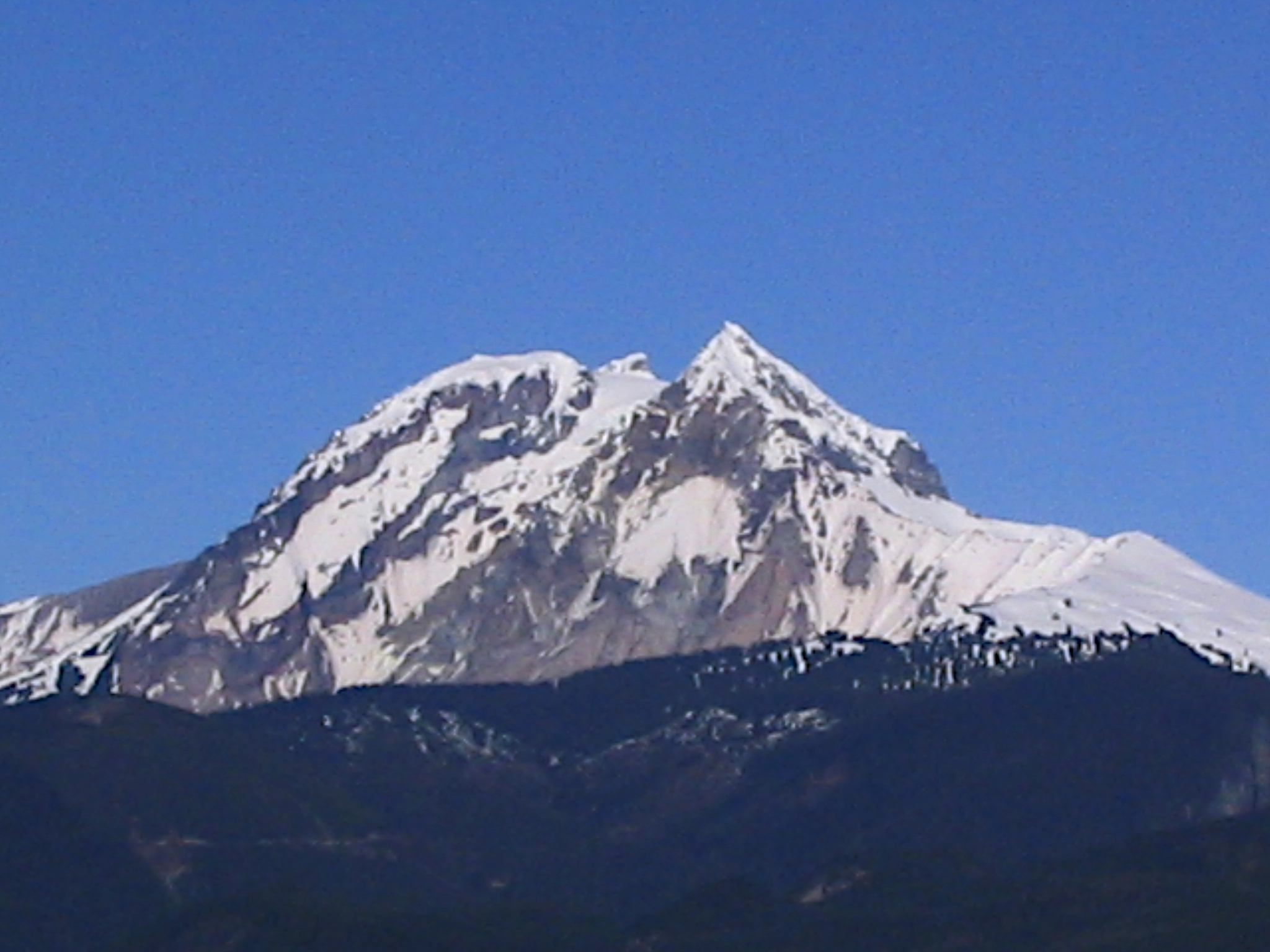
Núi Garibaldi nhìn từ Squamish

Vùng Tây Canada có nhiều núi lửa và là một phần của vành đai lửa Thái Bình Dương, là hệ thống núi lửa được tìm thấy xung quanh rìa Thái Bình Dương. Có hơn 200 trung tâm núi lửa trẻ trải dài về phía bắc từ Cascade Range đến Yukon. Chúng được phân nhóm thành năm vành đai núi lửa với các loại núi lửa và kiểu kiến tạo khác nhau. Tỉnh núi lửa Bắc Cordilleran là một tỉnh địa chất được hình thành bởi sự đứt gãy, vỡ vụn, nứt ra và sự tương tác giữa mảng Thái Bình Dương và mảng Bắc Mỹ. Vành đai núi lửa Garibaldi được hình thành bởi sự hút chìm của mảng Juan de Fuca bên dưới mảng Bắc Mỹ. Vành đai núi lửa Anahim được hình thành là kết quả của mảng Bắc Mỹ trượt về phía tây qua điểm nóng Anahim. Nhóm Chilcotin được cho là đã hình thành do sự mở rộng sau cung đằng sau khu vực hút chìm Cascadia. Trường núi lửa Wrangell được hình thành do kết quả của việc hút chìm mảng Thái Bình Dương bên dưới mảng Bắc Mỹ ở cực đông của Aleutian Trench.
Các hiện tượng núi lửa cũng xuất hiện ở Canadian Shield, bao gồm 150 vành đai núi lửa (hiện đã bị biến dạng và bị xói mòn xuống gần như thành các đồng bằng bằng phẳng) từ 600 triệu đến 2,8 tỷ năm tuổi. Nhiều mỏ quặng lớn của Canada được liên kết với núi lửa thời kỳ Tiền Cambri. Có các dung nham dạng gối ở các Lãnh thổ Tây Bắc khoảng 2,6 tỷ năm tuổi và được bảo vệ trong vành đai núi lửa sông Cameron. Các dung nham dạng gối trong đá hơn 2 tỷ năm ở Canadian Shield cho thấy những ngọn núi lửa đại dương đã tồn tại trong giai đoạn đầu hình thành lớp vỏ Trái đất. Các ngọn núi lửa cổ đóng vai trò quan trọng trong việc ước tính tiềm năng khoáng sản của Canada. Nhiều vành đai núi lửa chứa các mỏ quặng có liên quan đến các tác dụng của núi lửa.

### Vùng cực Bắc Canada
Mặc dù phần lớn vùng cực Bắc Canada bao gồm lớp băng vĩnh cửu dường như vô tận và đài nguyên ở phía bắc của đường giới hạn cây gỗ, khu vực này vẫn có các vùng đa dạng về các loại hình địa chất: dãy núi vùng cực Bắc (với dãy British Empire và dãy United States trên đảo Ellesmere) gồm hệ thống núi cực bắc trên thế giới. Vùng trũng cực Bắc và các vùng trũng vịnh Hudson gồm một phần lớn đáng kể khu vực địa lý thường được nhắc đến là Canadian Shield. Đất ở vùng cực Bắc chủ yếu là tầng đất đóng băng vĩnh cửu khiến việc xây dựng trở nên khó khăn và thường nguy hiểm và việc phát triển nông nghiệp là hầu như không thể.
Vùng cực Bắc được định nghĩa nằm ở phía bắc của đường giới hạn cây gỗ, bao gồm phần lớn vùng Nunavut và phần cực bắc của Lãnh thổ Tây Bắc, Yukon, Manitoba, Ontario, Quebec và Labrador.

## Thủy văn
Canada có trữ lượng lớn nước: các dòng sông của Canada xả gần 9% lượng nước tái tạo của thế giới, đồng thời quốc gia này còn sở hữu một phần tư các vùng đất ngập nước của thế giới và có lượng sông băng lớn thứ ba (sau Nam Cực và Greenland). Vì thời kỳ băng hà kéo dài, Canada có hơn hai triệu hồ: tính riêng các hồ nằm gọn trong lãnh thổ quốc gia, có 31.000 hồ có diện tich rơi vào khoảng 3 và 100 kilômét vuông (1,2 và 38,6 dặm vuông Anh) và 563 hồ lớn hơn 100 km2 (38,6 dặm vuông Anh).

### Sông ngòi
Hai con sông dài nhất ở Canada là sông Mackenziev đổ vào Bắc Băng Dương và thoát nước cho phần lớn vùng Đông Bắc của Canada cùng với sông St. Lawrence thoát nước cho Ngũ Đại Hồ và đổ ra vịnh St. Lawrencewhich. Sông Mackenzie dài hơn 4.200 km (2.600 mi) và sông St. Lawrence dài hơn 3.000 km (1.900 mi). Mười con sông dài nhất nằm trong lãnh thổ của Canada là các sông Nelson, Churchill, Peace, Fraser, North Saskatchewan, Ottawa, Athabasca và Yukon.

### Lưu vực thoát nước
Lưu vực Đại Tây Dương thoát nước toàn bộ các tỉnh Atlantic (các phần của biên giới Quebec-Labrador được cố định tại phân chia lục địa Đại Tây Dương-Bắc Cực), đa phần vùng có người sinh sống ở Quebec và phần lớn vùng phía nam Ontario. Lưu vực này thoát nước chủ yếu bởi con sông có vị trí kinh tế quan trọng St. Lawrence và các phụ lưu của nó, đáng chú ý là các sông Saguenay, Manicouagan và Ottawa. Ngũ Đại Hồ và hồ Nipigon cũng bị sông St. Lawrence thoát nước. Sông Churchill và sông Saint John là những nhân tố quan trọng khác của lưu vực Đại Tây Dương ở Canada.
Lưu vực vịnh Hudson thoát nước cho một phần ba lãnh thổ Canada, bao gồm Manitoba, phía bắc Ontario và Quebec, hầu hết các bang Saskatchewan, miền nam Alberta, tây nam Nunavut và nửa phía nam của đảo Baffin. Lưu vực này có vai trò quan trọng nhất trong việc chống hạn hán ở đồng cỏ và sản xuất thủy điện, đặc biệt là ở Manitoba, miền bắc Ontario và Quebec. Các nhân tố chính của lưu vực này bao gồm Hồ Winnipeg, sông Nelson, sông Bắc Saskatchewan và Nam Saskatchewan, sông Assiniboine và hồ Nettilling trên đảo Baffin. Hồ Wollaston nằm trên ranh giới giữa lưu vực vịnh Hudson và Bắc Băng Dương và thoát nước theo cả hai lưu vực. Đây là hồ lớn nhất trên thế giới thoát nước tự nhiên theo hai hướng.
Phân chia lục địa ở Rockies ngăn cách lưu vực Thái Bình Dương ở British Columbia và Yukon khỏi lưu vực Bắc Cực và lưu vực Vịnh Hudson. Lưu vực này được sử dụng để tưới tiêu cho các vùng nông nghiệp quan trọng của khu vực British Columbia (như các thung lũng Okanagan và Kootenay) và sản xuất thủy điện. Các nhân tố chính của lưu vực là sông Yukon, Columbia và sông Fraser.
Các phần phía bắc của Alberta, Manitoba và British Columbia, hầu hết các vùng lãnh thổ Tây Bắc và Nunavut, một phần của Yukon bị thoát nước bởi lưu vực Bắc Cực. Lưu vực này ít được sử dụng cho thủy điện, ngoại trừ con sông dài nhất ở Canada là sông Mackenzie. Các sông Peace, Athabasca và Liard cũng như hồ Gấu Lớn và hồ Slave Lớn (là các hồ lớn nhất và thứ hai nằm trong lãnh thổ Canada) là những nhân tố quan trọng của lưu vực Bắc Cực. Các nhân tố này sau đó hợp nhất với Mackenzie, do đó thoát nước phần lớn cho lưu vực Bắc Cực.
Phần cực nam của Alberta chảy vào Vịnh Mexico qua sông Milk và các nhánh của nó. Sông Milk bắt nguồn trên dãy núi Rocky thuộc địa phận Montana, chảy xuống Alberta, quay trở lại Hoa Kỳ, sau đó bị sông Missouri thoát nước. Một khu vực nhỏ ở phía tây nam Saskatchewan bị thoát nước bởi dòng chảy Battle Creek đổ vào sông Milk.

## Thảm thực vật

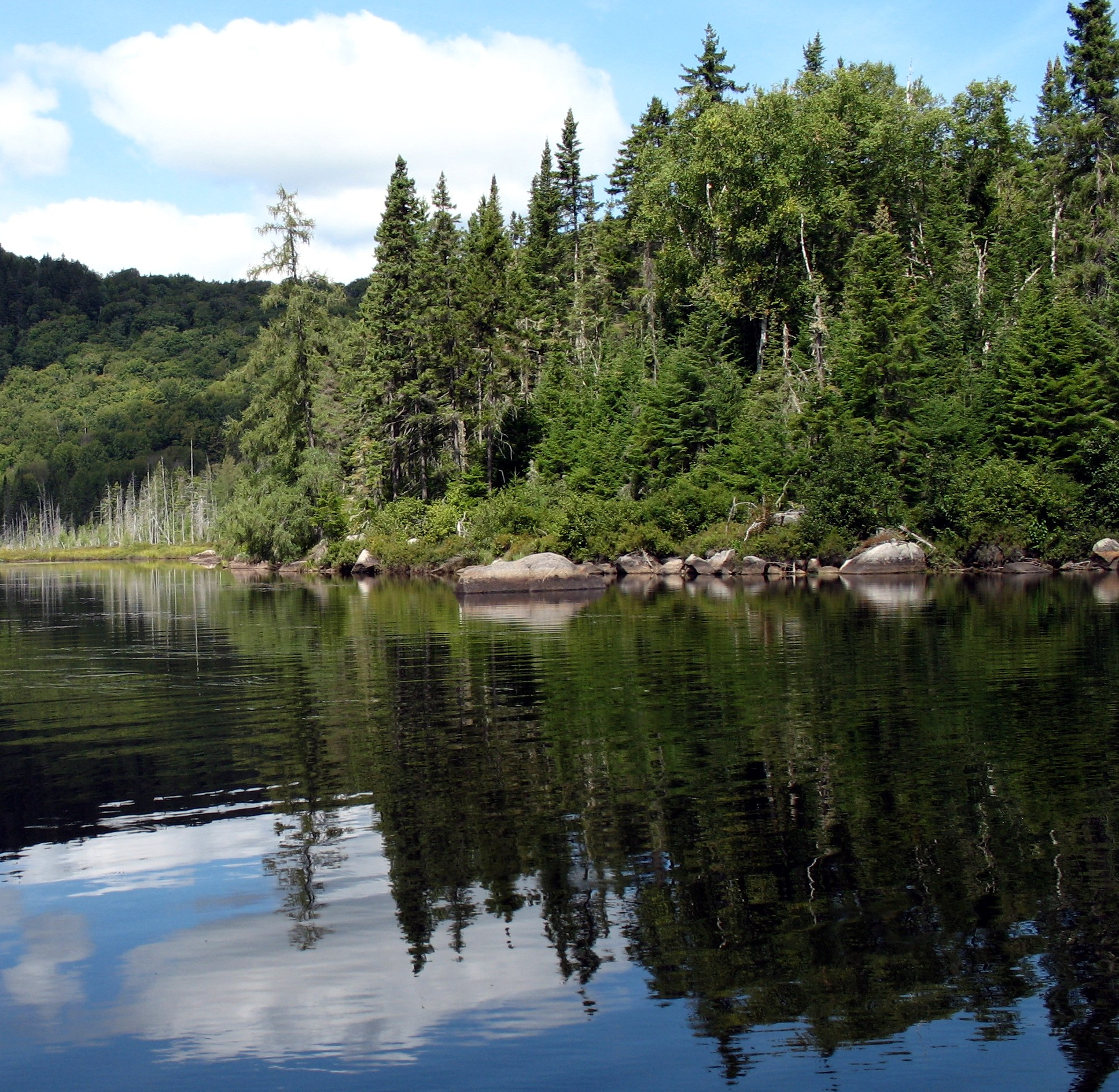
Cảnh quan rừng lá rộng và hỗn hợp ôn đới ở Réserve Faunique de Portneuf, Quebec

Canada đã đưa ra kế hoạch hành động đa dạng sinh học để đáp ứng hiệp định quốc tế năm 1992; kế hoạch đề cập đến việc bảo tồn những loài nguy cấp và một số môi trường sống nhất định. Quần xã sinh vật chính ở Canada là:
- Đài nguyên
- Rừng taiga
- Rừng lá rộng và hỗn hợp ôn đới
- Đồng cỏ Bắc Mỹ
- Dãy núi Rocky, thảm thực vật bao gồm nhiều loại đài nguyên và rừng.
- Rừng lá kim ôn đới, trong đó điển hình là rừng mưa ôn đới ở bờ biển British Columbia.

## Địa lý chính trị
Canada được chia thành mười tỉnh bang và ba vùng lãnh thổ với dân số ước tính 36.638.259 triệu người tính đến tháng 12 năm 2019. Theo thống kê, đa phần dân số tập trung sống trong khu vực chạy dọc theo biên giới Hoa Kỳ 150 kilômét (93 mi). Điều này khiến phần lớn lãnh thổ của Canada trở thành vùng đất hoang vu thưa thớt; mật độ dân số của Canada chưa đến 4 người/km² (năm 2016) thuộc hàng thấp nhất trên thế giới. Mặc dù vậy, phần đông dân số Canada cư trú tại các khu vực đô thị, nơi có mật độ dân số đang gia tăng, điển hình là Toronto với mật độ dân số 2.930 người trên mỗi kilômét vuông.
Canada cùng với Hoa Kì có đường biên giới không phòng thủ dài nhất thế giới dài 8.893 kilômét (5.526 mi); trong đó 2.477 kilômét (1.539 mi) giáp với Alaska. Đảo Greenland trực thuộc Đan Mạch nằm ở phía Đông Bắc Canada, bị tách biệt với Quần đảo Bắc Cực thuộc Canada bởi vịnh Baffin và eo biển Davis. Đảo Saint Pierre và Miquelon thuộc Pháp nằm ngoài khơi bờ biển phía nam của Newfoundland, vịnh St. Lawrence và có lãnh thổ hàng hải vây quanh vùng đặc quyền kinh tế của Canada. Canada cũng có biên giới đất liền với Đan Mạch, theo như các bản đồ được phát hành vào tháng 12 năm 2006 cho thấy các ranh giới thống nhất chạy qua giữa Đảo Hans.
Trong lịch sử, sự gần gũi về địa lý giữa Canada với Hoa Kỳ đã ràng buộc hai nước với nhau trong thế giới chính trị. Vị trí của Canada nằm giữa Liên Xô (nay là Nga) và Hoa Kỳ là vị trí chiến lược quan trọng trong Chiến tranh lạnh vì tuyến đường qua Bắc Cực và Canada là tuyến đường hàng không nhanh nhất giữa hai nước và là tuyến đường trực tiếp nhất cho tên lửa đạn đạo xuyên lục địa. Kể từ khi Chiến tranh Lạnh kết thúc, đã có nhiều suy đoán rằng yêu sách hàng hải Bắc Cực của Canada có thể ngày càng trở nên quan trọng nếu vấn đề nóng lên toàn cầu làm băng tan đủ để mở cửa Hành lang Tây Bắc.
Tương tự, khu vực tranh chấp Đảo Hans nhỏ (với Đan Mạch) ở eo biển Nares giữa đảo Ellesmere và phía bắc Greenland có thể là một điểm sáng cho những thách thức đối với yêu sách chủ quyền chung của Canada ở Bắc Cực.

## Tài nguyên thiên nhiên
Tầm quan trọng liên tục của tài nguyên thiên nhiên Canada đối với nền kinh tế thể hiện sự phong phú của chúng. Các ngành công nghiệp dựa trên tài nguyên chính là ngư nghiệp, lâm nghiệp, nông nghiệp, sản xuất các sản phẩm dầu mỏ và khai thác.
Ngành thủy sản từng là một trong những ngành mạnh nhất trong lịch sử Canada. Trữ lượng cá tuyết khổng lồ ở các bãi ngầm Grand của Newfoundland là khởi đầu cho ngành công nghiệp này vào thế kỷ 16. Ngày nay, lượng dự trữ này gần như đã cạn kiệt và việc bảo tồn chúng đã trở thành mối bận tâm của các tỉnh Atlantic. Ở Bờ Tây, trữ lượng cá ngừ đại dương hiện bị hạn chế. Số lượng cá hồi ít bị suy giảm (nhưng vẫn giảm đáng kể) tiếp tục dẫn đầu ngành thủy sản phát triển mạnh. Bên cạnh đó, những năm gần đây, các loài động vật có vỏ chiếm ưu thế trong ngành thủy sản của Canada. Canada đưa ra yêu sách có lãnh hải dài 22 km (12 nmi), vùng tiếp giáp 44 km (24 nmi), vùng đặc quyền kinh tế 370 km (200 nmi) và thềm lục địa dài 370 km (200 nmi) hoặc trải dài đến rìa lục địa.
Lâm nghiệp từ lâu đã là một ngành công nghiệp lớn ở Canada. Năm 2017, xuất khẩu lâm sản Canada đạt giá trị 35,7 tỷ USD. Các tỉnh có ngành lâm nghiệp lớn nhất là British Columbia, Ontario và Quebec. Ba mươi lăm phần trăm diện tích đất của Canada được bao phủ bởi rừng. Các khu rừng phương bắc chiếm hơn ba phần tư diện tích đất rừng của Canada.

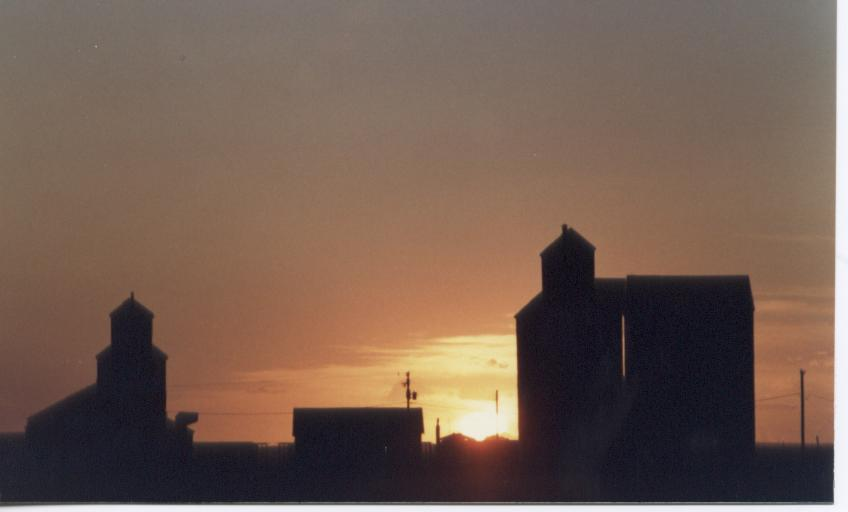
Các máy nâng hạt Albertan

Gần 5% diện tích đất của Canada là đất trồng trọt, hầu như không có phần đất nào dành để trồng các cây trồng lâu dài. Ba phần trăm diện tích đất của Canada được bao phủ bởi các đồng cỏ vĩnh viễn. Canada có 688 000 héc ta đất tưới tiêu (năm 1996). Các khu vực nông nghiệp ở Canada bao gồm Bình nguyên Canada, Lower Mainland và các khu vực khác ở nội địa British Columbia, sông St. Saint Lawrence và vùng Maritimes. Các loại cây trồng chính ở Canada bao gồm lanh, yến mạch, lúa mì, ngô, lúa mạch, củ cải đường và lúa mạch đen trên các đồng cỏ; lanh và ngô ở Tây Ontario; yến mạch và khoai tây ở vùng Maritimes. Cây ăn quả và rau được trồng chủ yếu ở Thung lũng Annapolis, Tây Nam Ontario, vùng Golden Horseshoe, dọc theo bờ biển phía nam của Vịnh Georgia và ở thung lũng Okanagan. Gia súc và cừu được nuôi ở các thung lũng và cao nguyên của British Columbia. Gia súc, cừu và lợn được nuôi trên các đồng cỏ, trong đó gia súc và lợn được nuôi ở Tây Ontario, ở Quebec nuôi cừu, lợn và vùng Maritimes nuôi lợn. Có nhiều vùng sản xuất bơ sữa quan trọng nằm ở trung tâm Nova Scotia, miền nam New Brunswick, Thung lũng St. Lawrence, Đông Bắc Ontario, Tây Nam Ontario, thung lũng sông Red ở Manitoba và các thung lũng nội địa British Columbia, trên Đảo Vancouver và ở Lower Mainland.
Nhiên liệu hóa thạch là một nguồn tài nguyên được phát triển gần đây ở Canada với dầu và khí được khai thác từ các mỏ ở lưu vực trầm tích Tây Canada từ giữa những năm 1900. Dù mỏ dầu thô của Canada ít hơn các nước, nhưng với sự phát triển công nghệ trong những thập kỷ gần đây đã mở cửa cho việc sản xuất cát dầu ở Alberta khiến Canada hiện có một số trữ lượng dầu lớn nhất trên thế giới. Về các ngành khác, công nghiệp Canada có một lịch sử lâu dài về việc khai thác than và trữ lượng khí đốt tự nhiên lớn.
Tài nguyên khoáng sản của Canada rất đa dạng và phong phú. Trên khắp khu vực Canadian Shield và ở phía bắc có lượng lớn sắt, niken, kẽm, đồng, vàng, chì, molypden và uranium dự trữ. Một lượng lớn kim cương đã được khai thác gần đây ở Bắc Cực, khiến Canada trở thành một trong những nhà sản xuất kim cương lớn nhất thế giới. Trên khắp vùng Shield có nhiều thị trấn khai thác các khoáng sản này. Lớn nhất và được biết đến nhiều nhất là Sudbury, Ontario. Sudbury có sự khác biệt đối với quá trình hình thành khoáng sản thông thường ở vùng Shield vì có bằng chứng quan trọng cho thấy lưu vực Sudbury là một hố va trạm vẫn thạch. Vùng từ tính dị thường Temagami lân cận ít được biết đến cũng có những điểm nổi bật tương đồng với lưu vực Sudbury. Các từ tính dị thường của nó rất giống với lưu vực Sudbury và do đó nó có thể là một miệng hố va chạm giàu kim loại thứ hai. Vùng Shield cũng được bao phủ bởi những khu rừng rộng lớn hỗ trợ cho ngành công nghiệp khai thác gỗ quan trọng.
Nhiều con sông của Canada đã đủ khả năng phát triển thủy điện. Nhiều con đập được phát triển rộng rãi ở British Columbia, Ontario, Quebec và Labrador từ lâu đã cung cấp một nguồn năng lượng sạch và bảo đảm.

## Mối nguy hiểm tự nhiên
Tầng đất đóng băng vĩnh cửu liên tiếp ở phía bắc là một trở ngại nghiêm trọng cho sự phát triển. Bão lốc hình thành ở phía đông dãy núi Rocky, là kết quả của sự gặp gỡ giữa các khối không khí từ Bắc Cực, Thái Bình Dương và Bắc Mỹ, tạo ra phần lớn mưa và tuyết ở phía đông của dãy núi.

## Các vấn đề môi trường hiện nay
Ô nhiễm không khí và hậu quả của nó là mưa axit ảnh hưởng nghiêm trọng đến hồ và hủy hoại rừng. Luyện kim loại, tiện ích từ việc đốt than và khí thải phương tiện ảnh hưởng đến năng suất nông nghiệp và lâm nghiệp. Nước biển đang trở nên ô nhiễm từ các hoạt động nông nghiệp, công nghiệp, khai thác và lâm nghiệp.
Biến đổi khí hậu toàn cầu và sự nóng lên của vùng cực sẽ có thể gây ra những thay đổi đáng kể cho môi trường, bao gồm cả việc mất đi loài gấu Bắc Cực.

## Các điểm cực

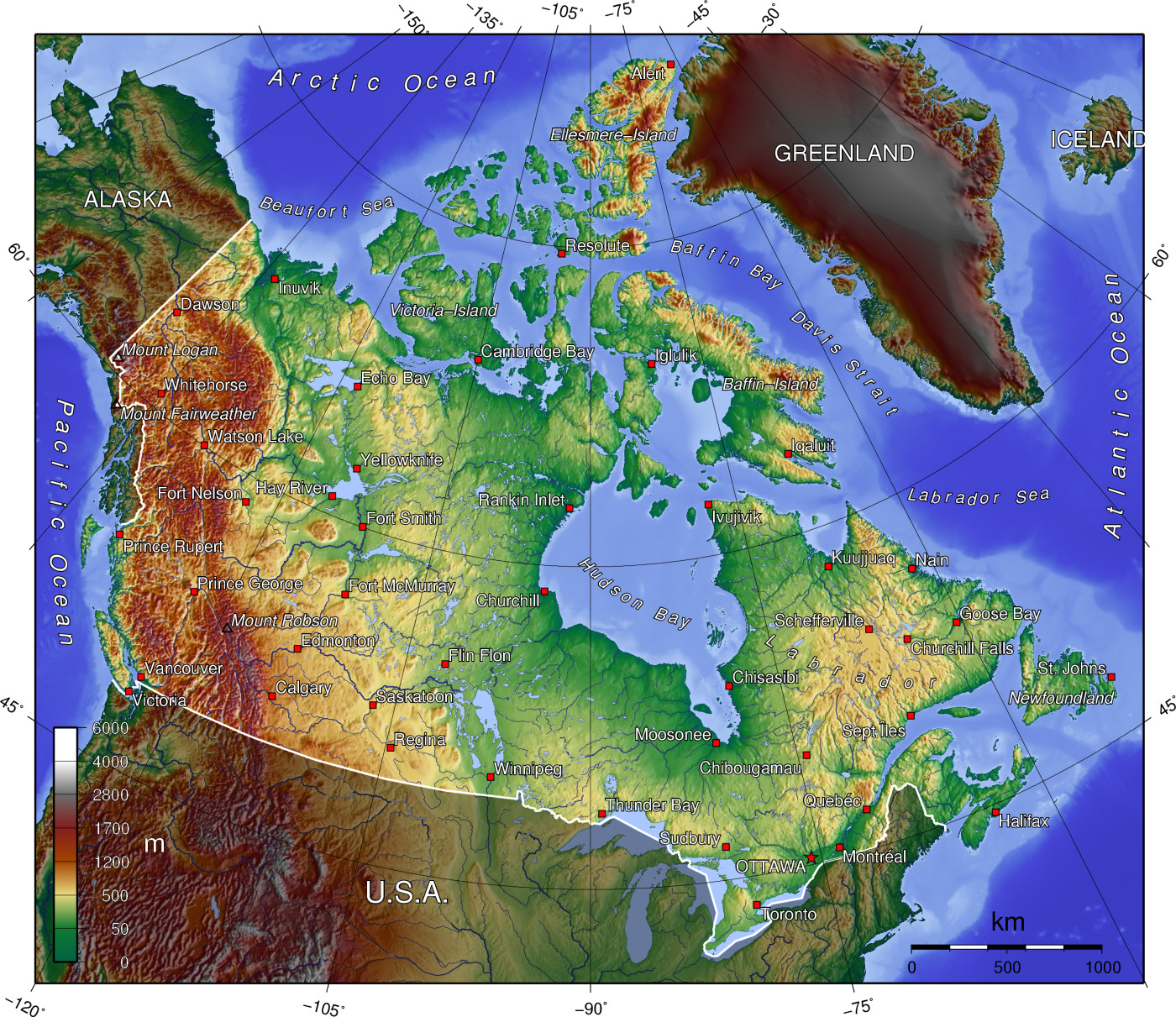
Bản đồ địa hình

Điểm cực bắc thuộc ranh giới của Canada là Mũi Columbia, đảo Elles 4.0.3, Nunavut 83°06′40″B 69°58′19″T / 83,111°B 69,972°T. Điểm cực bắc trên đất liền của Canada là Zenith Point nằm trên bán đảo Boothia, Nunavut 72°00′07″B 94°39′18″T / 72,002°B 94,655°T.
Điểm cực nam là đảo Middle thuộc hồ Erie, Ontario (41°41′B, 82°40′T); điểm cực nam của lãnh hải nằm ngay phía nam của hòn đảo trên biên giới Ontario - Ohio (41°40′35″B). Điểm cực nam của đất liền Canada là Point Pelee, Ontario 41°54′32″B 82°30′32″T / 41,909°B 82,509°T.
Điểm cực tây là Ranh giới cực 187 (60°18′22.929″B, 141°00′7.128″T) nằm ở phía nam đường biên giới Yukon–Alaska có kinh độ phỏng chừng 141°T nhưng càng đi về phía Bắc nó có xu hướng hơi lệch về phía đông 60°18′04″B 141°00′36″T / 60,301°B 141,01°T.
Điểm cực đông là Mũi Spear, Newfoundland (47°31′N, 52°37′W) 47°31′23″B 52°37′08″T / 47,523°B 52,619°T. Điểm cực đông của lục địa Canada là Elijah Point, Cape St. Charles, Labrador (52°13′B, 55°37′T) 52°13′01″B 55°37′16″T / 52,217°B 55,621°T.
Điểm thấp nhất là mực nước biển có độ cao 0 m, còn điểm cao nhất là núi Logan, Yukon, với độ cao 5,959 m / 19,550 ft 60°34′01″B 140°24′18″T / 60,567°B 140,405°T.
Khoảng cách đường thẳng xa nhất nối các điểm đất liền Canada nằm giữa mũi phía tây nam của Khu bảo tồn và Vườn quốc gia Kluane (bên cạnh núi Saint Elias) và vịnh Cripple, NL (gần mũi Cape) dài 3.005,60 hải lý (5.566,37 km; 3.458,78 mi).